# Yū Kobayashi
Yū Kobayashi (小林 ゆう?, Kobayashi Yū; Tokyo, 5 febbraio 1982) è una doppiatrice giapponese.
È attiva soprattutto nel campo animato.

## Doppiaggio
- Akitsu in Sekirei
- Allegro Nantable Cantable in Code of Princess
- Aria in Goddess of Victory: Nikke
- Asher in Omega Strikers
- Ayame Sarutobi in Gintama
- Black Maria e Bambino 2 (Fan Letter) in One Piece
- Benitobi in Amatsuki
- Cécile Cosina Caminanes in Metal Gear Solid: Peace Walker
- Charlotte Roselei in Black Clover
- Chitose Tateyama in Buso Renkin
- Chousen in Ikkitousen
- Clain in Fractale
- Dan Kuso in Bakugan - Battle Brawlers
- Darli Dagger in Samurai Shodown (videogioco 2019) e The King of Fighters XV
- Dorothy Albright in Arcana Heart 2 e Arcana Heart 3
- Emily Adachi in Air Gear: Kuro no Hane to Nemuri no Mori
- Ende in Phantom Breaker: Extra
- Enkidu in Fate/strange Fake
- Folo in Million KNights Vermillion
- Hiroshi Kuzumi in Ookami Kakushi
- Hisako Hayama in Famicom Detective Club: The Girl Who Stands Behind
- Hrist in Record of Ragnarok
- Hughette Bucklar in Triangle Strategy
- Julie Powers in Scott Pilgrim - La serie
- Kae Serinuma in Watashi ga motete dōsunda
- Kaere/Kaede Kimura in Sayonara Zetsubō-sensei[1]
- Kanae Von Rosewald in Tokyo Ghoul
- Kanon in Umineko no naku koro ni
- Kasumi Nagumo in Memories Off: Yubikiri no Kioku
- Katsuragi in Senran Kagura Burst, Senran Kagura (anime), Senran Kagura: Shinovi Versus, Senran Kagura: Bon Appétit!, Senran Kagura 2: Deep Crimson, Senran Kagura: Estival Versus, Senran Kagura: Peach Beach Splash, Shinobi Master Senran Kagura: New Link, Senran Kagura Burst Re: Newal e Senran Kagura Shinovi Master
- Kazahana Aja in Mobile Suit Gundam SEED Astray
- Kenzaki Tsurugi in Blue Archive
- Kirino Ranmaru in Inazuma Eleven GO
- Korsica in Hi-Fi Rush
- Kyōka Kanejō in B gata H kei[2]
- Kyoko Mikihisa in Level E
- Lala González in School Rumble
- Lancer in Fate/strange Fake
- Lia Dragonell in World Destruction (anime)
- Lucina in Fire Emblem: Awakening, Super Smash Bros. per Nintendo 3DS e Wii U, Code Name: S.T.E.A.M., Fire Emblem: Fates, Project X Zone 2, Fire Emblem Heroes, Fire Emblem Warriors, Super Smash Bros. Ultimate e Fire Emblem: Engage
- Mahiru Koizumi in Danganronpa 2: Goodbye Despair e Danganronpa V3: Killing Harmony
- Mahiru Oki in Happy Seven
- Mariya Shidō in Maria Holic[3]
- Matabee Gotō in Hyakka Ryōran Samurai Girls
- Meiren in Dance in the Vampire Bund[4]
- Mikoto in Rune Factory Oceans
- Millyald in Baten Kaitos Origins
- Misaki Hijiri in Saint October
- Miss X in Tiger Mask W
- Miwa Hirano in Kamen no Maid Guy
- Modello A in Mega Man ZX Advent
- Nagi Ichinose in Nyan Koi![5]
- Nagomi Yashi in Tsuyokiss (anime)
- Nami Unten in Vlad Love
- Naruko Yokoshima in Seitokai yakuindomo (anime)
- Nice Holystone in Baccano!
- Nina Williams in Street Fighter X Tekken
- Paul in Rusty Rabbit
- Ragazzo di Draconia in Dragon Quest Treasures
- Ran Yakumo in Koumajou Densetsu II: Stranger's Requiem
- Rath=IE in Why Does Nobody Remember Me in This World?
- Regina in Etrian Odyssey Untold 2: The Fafnir Knight
- Rei in OneeChanbara ORIGIN
- Rio Kazumiya in Sora no woto[6]
- Risuna in Sushi Striker: The Way of Sushido
- Ruka Urushibara in Steins;Gate
- Ryota Sato in Kyo no Gononi
- Rufan in Ar tonelico III: Sekai Shūen no Hikigane wa Shōjo no Uta ga Hajiku
- Sakamoto Natsumi in Princess Princess
- Saki Kirino in Hell Girl
- Sasha Blouse in L'attacco dei giganti
- Satoshi Hōjō  in Higurashi no naku koro ni
- Satsuki Miya in Denpateki na Kanojo
- Sei Utsuki in VTuber Legend: How I Went Viral after Forgetting to Turn Off My Stream
- Setsuna Sakurazaki in Negima[7]
- Sharry in Itsudatte My Santa!
- Shizuku Sakurai in Candy Boy
- Shizuko Kaga in Kaichō wa Maid-sama![8]
- Shō Ōta in Ginga e Kickoff!!
- Shōko Rokujō in Touka Gettan
- Shuhei Hisagi (child) in Bleach
- Sparda in Mahō tsukai Pretty Cure!
- Tadamichi Aoba in DAN DOH!!
- Testament in Guilty Gear -STRIVE-
- Therese in Granblue Fantasy e Granblue Fantasy: Versus Rising
- Tomari Togo in Kengan Ashura
- Viola in Valkyrie Drive: Bhikkhuni
- Wigglytuff in Pokémon Mystery Dungeon: Esploratori del tempo ed Esploratori dell'oscurità
- Yu in Gekijōban dōbutsu no mori (la versione film del videogioco Animal Crossing)
- Yū Hatori in Kami nomi zo Shiru Sekai
- Yumi Kajiki in Saki (manga)
- Yuyu Hoshino in 12Riven
- Zoe Baker in Resident Evil 7: Biohazard